# Дестри
Дестри (фр. Destry) — коммуна на северо-востоке Франции, регион Гранд-Эст (бывший Эльзас — Шампань — Арденны — Лотарингия), департамент Мозель. Относится к кантону Гротенкен. 

## Географическое положение
Дестри расположен в 310 км к востоку от Парижа и в 36 км к востоку от Меца.

## История
- Входил в историческую область Лотарингия, королевская вилла эпохи Каролингов.
- Центр бывшего графства X века Дестриш, или Дестрош, также входил в графство Моранж.
- Был опустошён во время Тридцатилетней войны (1618—1648), вновь заселён с 1660-х годов.

## Демография
По переписи 2011 года в коммуне проживало 88 человек.

## Достопримечательности
- Руины замка.
- Церковь Нотр-Дам (1742).